# Trevico
Trevico  är en stad och kommun i provinsen Avellino, i regionen Kampanien i södra Italien. Kommunen hade 932 invånare (2017) och gränsar till kommunerna Carife, Castel Baronia, San Nicola Baronia, San Sossio Baronia, Scampitella, Vallata, Vallesaccarda. Vissa källor utpekar den som den hirpinska staden Trivicum.